# Декеда (футбольний клуб)
Футбольний клуб «Декеда» (англ. Dekedaha Football Club) — сомалійський професійний футбольний клуб з міста Могадішо. Клуб був заснований у 1973 році під назвою «Порт», та, як і всі сомалійські команди, грає матчі на стадіоні «Банадір» місткістю 15 тисяч глядачів. Клуб грає у Лізі Сомалі, найвищому футбольному дивізіоні країни. «Декеда» 6 разів ставала чемпіоном країни, та 4 рази була володарем Кубка Сомалі.

## Титули і досягнення
- Чемпіон Сомалі (6): 1998, 2007, 2017, 2018, 2019, 2024
- Володар Кубка Сомалі (4): 2002, 2004, 2023, 2024
- Володар Суперкубка Сомалі (3): 2018, 2019, 2023